# Apeadero de Ermesinde
El Apeadero de Ermesinde-A fue una plataforma ferroviaria de la Línea del Duero, situada junto a la ciudad de Ermesinde, en Portugal.

## Historia
Este apeadero se situaba en el tramo entre Ermesinde y Penafiel de la Línea del Duero, que entró en servicio el 30 de julio de 1875.